# Ori
Ori指的是脫氧核糖核酸序列上有一个固定的复制起始点，有时也被叫做origin。在原核生物中，如大肠杆菌（E.coli）的DNA序列上，在第82等分位点上，便存在有该复制起始点，该点被称作OriC。该OriC的DNA跨度为245bp，分析它的碱基序列，可以发现这段DNA是由3组延续的重复序列与2对反向的重复序列所组成的。
在细菌的接合生殖过程中，在oriT ('T'是transfer的缩写) 的FAT质粒序列上开始以滚环式复制的模式进行DNA复制。
不同于原核生物仅有一个复制起始点，真核生物中往往有多个复制起始点，并且是分开复制而并不是同步复制的，即时序性；且复制起始点比E.coli的OriC要短。如酵母菌的DNA复制起始点仅仅包含11bp的富含AT的核心序列，又叫做自主复制序列（ARS,autonomous replication sequence）。
在许多生物的线粒体DNA中包含有两个Ori序列。在人类中，他们被称为oriH和oriL，前者位于该线粒体的重链DNA，后者位于该线粒体的轻链DNA。每一个Ori序列都是线粒体的复制起始点。